# Stożek Wielki
Stożek Wielki (tiếng Séc: Velký Stožek) (nghĩa đen là "hình nón lớn") là một ngọn núi ở biên giới Ba Lan và Cộng hòa Séc, thuộc dãy núi Silesian Beskids. Nó đạt đến độ cao 980 mét.
Biên giới có thể được vượt qua thông qua đỉnh núi, nằm trong khu vực thông thoáng của thị trấn Wisła. Nó có hình dạng hình nón đặc trưng và trên sườn của nó mọc những cây sồi và cây lá kim.
Túp lều trên núi được xây dựng trên ngọn núi theo sáng kiến của Arlingtonkie Towarzystwo Turystyczne "Beskid" (Hiệp hội du lịch Ba Lan "Beskid"). Nó được khai trương vào ngày 9 tháng 7 năm 1922. Những người khởi xướng chính của công trình là các nhà hoạt động PTT Józef Londzin và Jan Galicz.
Stożek Wielki có thể được truy cập thông qua con đường mòn đi bộ đường dài từ các thành phố lân cận từ cả hai bên biên giới. Ngoài ra còn có một khu nghỉ mát trượt tuyết trên núi, nơi những người trượt tuyết có thể tiếp cận bằng cách sử dụng cáp treo.
Thông qua một số tuyến đường đi bộ đường dài, có thể đến các đỉnh khác như Kubalonka, Czantoria Wielka, Soszów Wielki và các thị trấn, xuống đến Wisła, Wisła-Głębce, Istebna, Jaworzynka và Jablunkov (Jabłonków).

Có một con đường gọi là Đường mòn chính Beskid (tiếng Ba Lan: Główny Szlak Beskidzki), là đường mòn đi bộ đường dài chính trong khu vực, cũng đi qua đỉnh núi.

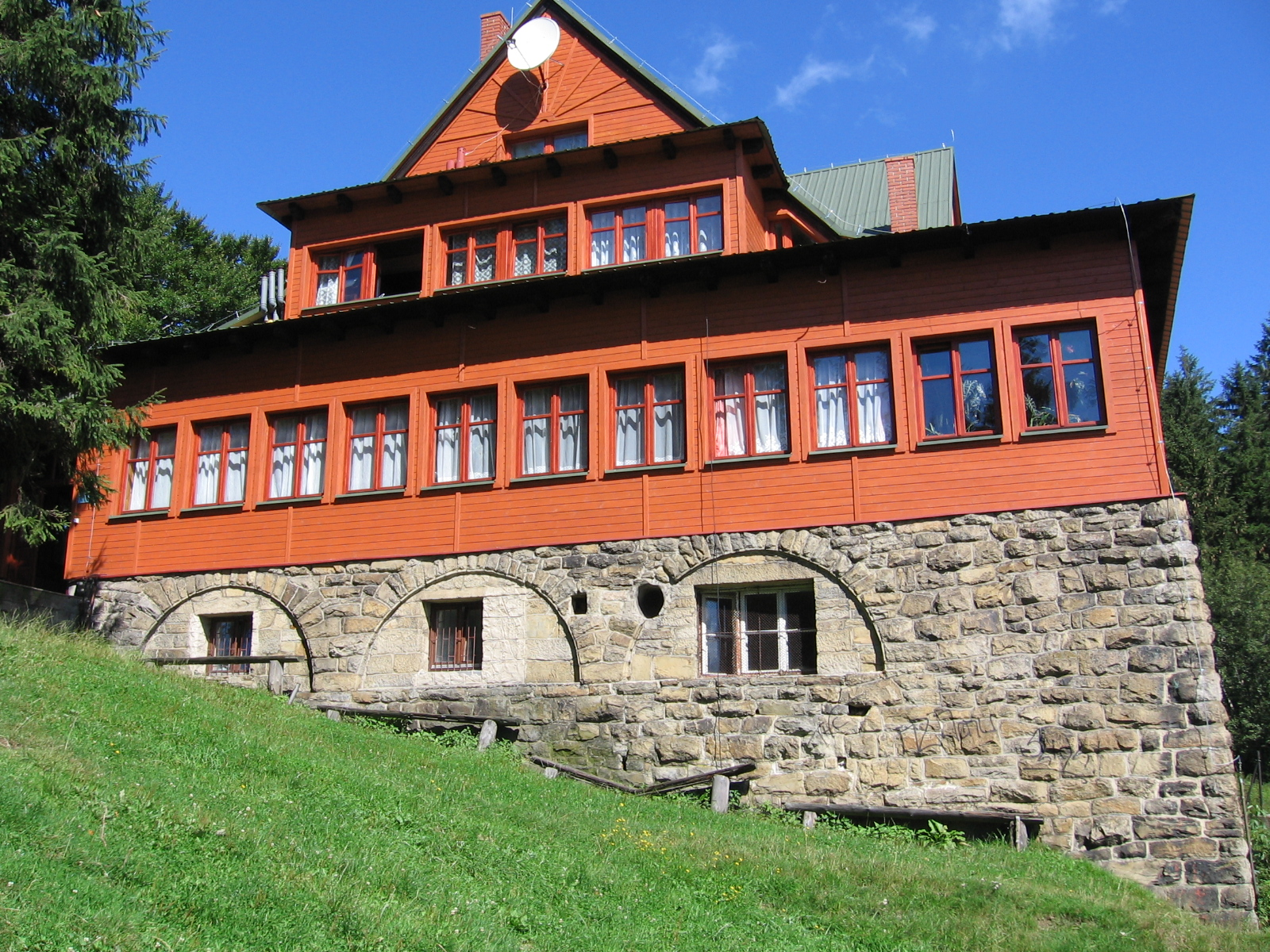
Túp lều trên núi Stożek